# BK Amager
Basketball Klubben Amager er en dansk basketballklub, som spiller i den danske Basketligaen og Dameligaen. B.K. Amager blev ved en stiftende generalforsamling på Kastrup Skole i 1976 etableret som Amager Basket. Klubben befinder sig Tårnby Kommune og har deres primære faciliteter i Amagerhallen på Løjtegårdsvej.